# Valentine Ball
Valentine Ball (ur. 14 lipca 1843 w Dublinie, zm. 15 czerwca 1894 tamże) – irlandzki geolog, brat Sir Roberta Balla.

## Życiorys
Członek Geological Survey of India, zajmował się nie tylko geologią, ale też ornitologią i antropologią. Autor pracy "Jungle-Life in India". Później dyrektor National Museum of Ireland.
Autor wielu prac opublikowanych przez "Stray Feathers", czasopismo ornitologiczne, którego wydawcą był Allan Octavian Hume. Sowa Otus balli została nazwana na jego cześć.